# Малый Ермучаш
Малый Ермучаш (горномар. Изи Йӓнчӓш) — деревня в Килемарском районе Республики Марий Эл. Входит в состав Юксарского сельского поселения.

## География
Находится в западной части республики Марий Эл на расстоянии приблизительно 53 км по прямой на юг-юго-восток от районного центра посёлка Килемары.

## История
Образована в 1930-е годы в результате разделения деревни Ермучаш. В 1939 году в 14 хозяйствах проживали 49 человек, в 1940 12 и 46, в 1957 17 и 65, в 1988 13 и 34.

## Население
Население составляло 27 человек (мари 93 %) в 2002 году, 19 в 2010.